# Слонимски рејон
Слонимски рејон (блр. Слонімскі раён; рус. Слонимский район) административна је јединица другог нивоа у јужном делу Гродњенске области у Републици Белорусији.
Административни центар рејона је град Слоним.

## Географија
Слонимски рејон обухвата територију површине 1.470,63 км² и на 9. је месту по површини међу рејонима Гродњенске области. Граничи се са Пружанским и Барановичким рејонима Брестске области на југу и истоку, те са Дзјатлавским рејоном на северу и Зељванским на западу.
Рељефно, западни и североисточни делови рејона су благо заталасана подручја, док је остатак знатно нижи и мочварнији. Просечне надморске висине су углавном између 180 и 200 метара, док је највиша тачка на североистоку (на 223 м).
Клима је умереноконтинентална са јануарским просеком температура ваздуха од -5,4 °C до просечних јулских 17,8 °C. Просечна годишња сума падавина је око 592 мм, а дужина вегетационог периода 196 дана.
Најважнији водоток је река Шчара са својим притокама Гривдом и Зељвјанком. Под шумама је око 34,8% територије рејона, док је под ораницама око 51% територије.

## Историја
Рејон је основан 15. јануара 1940. као део тадашње Барановичке области, а од 8. фебруара 1954. у саставу је Гродњенске области.

## Демографија
Према резултатима пописа из 2009. на том подручју стално је било насељено 67.288 становника или у просеку 45,75 ст/км².
| 1959.  | 1970.  | 1979.  | 1989.  | 1999.  | 2009.  |
| ------ | ------ | ------ | ------ | ------ | ------ |
| 68.035 | 69.570 | 69.849 | 71.130 | 74.771 | 67.288 |

Основу популације чине Белоруси (85,94%), Руси (8,32%), Пољаци (2,69%), Украјинци (1,74%) и остали (1,31%).
Административно рејон је подељен на подручје града Слонима који је уједно и административни центар рејона и на 12 сеоских општина. На територији рејона постоји укупно 148 насељених места.

## Саобраћај
Преко територије рејона пролази железница на линији Гродно—Баранавичи. најважнији друмски правци су:
- Р99 Баранавичи—Зељва—Вавкависк—Гродно;
- Р41 Слоним—Дзјаречин—Масти—Скидаљ—граница ка Литванији;
- М11 (Е85) Битењ—Слоним—Дзјатлава—Лида—Воранава—граница са Литванијом и
- Р85 Слоним—Ружани—Пружани—Високаје.